# Lars R. Møller
 Der er flere personer med dette navn, se Lars Møller.
Lars Reinhardt Møller (født 13. januar 1954 i Fredericia) er en pensioneret dansk officer fra Hæren, der blev kendt for sin rolle i Operation Bøllebank under FN's fredsbevarende styrker i den Jugoslavien (UNPROFOR).
Han er søn af oberstløjtnant Regner Reinhardt Møller og kom ind i Forsvaret i 1973 som værnepligtig i Den Kongelige Livgarde, hvor han senere uddannede sig til officer. Således blev han i 1975 indskrevet på Hærens Officersskole og blev i 1979 udnævnt til premierløjtnant ved Jydske Dragonregiment. 1983-92 arbejdede han i Forsvarsministeriet og i en enkelt årgang i Forsvarsakademiet, indtil han 1992-95 som oberstløjtnant var chef for en bataljon i Jydske Dragonregiment.

## Operation Bøllebank
Under sin udstationering i Jugoslavien for FN's fredsbevarende styrker, ledte han en dansk kampvognsenhed i en fælles nordisk bataljon, som opererede under FN-kommando.
Den 29. april 1994 blev enheden indsat for at undsætte en svensk observationspost, der var under beskydning af serbiske styrker. Under fremrykningen blev den beskudt med panserværnsraketter, og Lars Møller gav ordre til at besvare ilden og nedkæmpe den angribende styrke.
Der blev affyret 72 granater mod serberne og træfningen varede i ca. 2 timer til de angribende stillinger var nedkæmpet. En af granaterne ramte et ammunitionsdepot, og det anslås, at omkring 150 serbiske soldater blev dræbt, mens Møller og de øvrige danske styrker ikke selv led tab.
Operationen var på mange måder speciel, bl.a. fordi det var dansk militærs største træfning siden 2. verdenskrig. Desuden gav den international genlyd i et sådant omfang, at Danmarks prestige steg betydeligt og dannede grundlag for en mere håndfast metode i fredsstøttende aktioner – både i NATO og FN.
I 1997 blev han indstillet til Forsvarets medalje for Tapperhed, men "indsatsen vurderes ikke at indeholde en sådan grad af særlig tapper indsats, der bør berettige til nævnte udmærkelse". Året efter modtog han Ebbe Muncks Hæderspris og ros fra Dronning Margrethe for at have "det ansvar, den dømmekraft og den vilje til handling, som de danske soldater udviste i en meget kritisk situation".
Syv år efter kampen udgav han i 2001 bogen Operation Bøllebank - soldater i kamp, der med udgangspunkt i sin udstationering skriver om de mekanismer, der knytter sig til soldater i kamp.
Lars R. Møller og lederen af kampvognseskadronen, major Carsten Rasmussen, blev omkring årsskiftet 2016/2017 udsat for kritik fra nogle af de soldater der deltog i Operation Bøllebank. I en radiodokumentar på DR's P1 Dokumentar den 5. januar 2017 blev der i “Løgnen om Operation Bøllebank” stillet spørgsmålstegn ved Lars R. Møller og Carsten Rasmussens agerende under træfningen i Bosnien.
Kritikken tog udgangspunkt i et 10 år gammelt interview med den nu afdøde kampvognskommandør Erik Kirk. Interviewet og efterfølgende udtalelser fra andre soldater, som deltog i træfningen, der beskriver den officielle fortælling, skrevet af Lars R. Møller, for løgn. Lars R. Møller har på den anden side kaldt diskussionen for pølsesnak og noget vrøvl.
Radiodokumentaren førte til et politisk pres for en kulegravning af hændelserne i Bosnien i 1994. Det blev dog hurtigt afvist af Forsvarsminister Claus Hjort Frederiksen, med henvisning til, at hændelserne hørte fortiden til.
Lytternes og seernes redaktør på DR rettede den 19. maj 2017 en hård kritik af DR P1 dokumentarudsendelsen “Løgnen om Operation Bøllebank” sendt den 5. januar 2017, og han gav Lars R. Møller medhold i sin klage over udsendelsen. En klage fra tidligere eskadronchef Carsten Rasmussen til Pressenævnet over DR dokumentaren ”Løgnen om Operation Bøllebank” resulterede i endnu en beklagelse fra DR, som blev bragt i udsendelsen P1 Dokumentar den 13. juli 2017, og tillige blev bragt på DR’s hjemmeside under Fejl & fakta.
DR P1 Dokumentar sendte den 14. september 2017 en ny revideret dokumentarudsendelse med titlen “Operation Bøllebank – kampen om sandheden”. Den byggede fortsat på de samme kilder fra den oprindelige dokumentar, men der optrådte også nye kilder, ligesom at Lars R. Møller blev interviewet igen. Den nye dokumentar indledte med at fortælle, hvorfor “Løgnen om Operation Bøllebank” var blevet fjernet.
Den 28. august 2020 udgav Johnny C. Jensen og Kasper Søegaard “Myten Om Operation Bøllebank“, som giver deres version af begivenhederne. Der var Kasper Søegaard, der stod bag radiodokumentaren “Løgnen om Operation Bøllebank” på DR P1 i januar 2017, som DR efterfølgende måtte trække tilbage og undskylde for. Lars R. Møller påpegede i et debatindlæg på Olfi.dk den 3. september 2020 flere problematiske forhold i bogen, og kaldte den “ [...] snedigt skrevet som en fagbog. Men det er i virkeligheden en roman, der bygger på virkelige hændelser, altså en kerne af kendsgerninger, som forfatteren så udbygger med fiktion”.

## Efter Jugoslavien
Efter hjemvendelsen fortsatte han som bataljonschef i Jydske Dragonregiment, indtil han i 1995-96 videreuddannede sig i udlandet, hvorefter han vendte tilbage til Forsvarsakademiet i tre år. I 1999 blev udnævnt til oberst og udstationeret som stabschef i Polen. Han blev stabschef i Danske Division, hvor han bl.a. har været med til at uddanne soldater, der skulle udsendes til international tjeneste. 1. juli 2007 blev han chef for Hærens Kampskole i Oksbøl.
Han har gentagne gange udtalt sig kritisk om bl.a. Hærens opgaver i Afghanistan sammenholdt med den økonomi, der ifølge Møller ikke er tilstrækkelig til disse operationer. Han foreslog derfor at anvende midler til denne mission fra Søværnet og Flyvevåbnet. Efter længere tids kontroverser med Forsvarets ledelse, blev han med virkning fra 1. september 2008 forflyttet til en stilling som chef for produktionsdivisionen i Hærens Operative Kommando.
To måneder senere udkom bogen Det danske Pearl Harbor, hvori Møller beskrev et stadigt voksende bureaukrati i Forsvaret siden omstruktureringen i 2005. Sideløbende beskrev han en tiltagende rivalisering de tre værn imellem. Kritikken blev genkendt af en række officerskolleger, men blev i øvrigt afvist af den øverste ledelse, Forsvarskommandoen.
Sideløbende med sin militærkarriere har han skrevet tre bøger: "Pavemordet" (2003), der beskriver Mehmet Ali Agcas forsøg på at myrde Pave Johannes Paul 2. i 1981 og bevæggrundene til handlingen. Operation Hurricane (2003) om efterretningsvirksomhedernes virke i tidligere tider, samt deres nuværende funktioner. Kvinder i kamp (2006) er en gennemgang af kvindelige soldater – lige fra oldtidens krigere til nutidens moderne kamptropper.
Han er tildelt Ridderkorset af 1. grad af Dannebrogordenen, Hæderstegnet for god tjeneste i Hæren (tildelt for 25 års tjeneste), den polske hærs medalje og FN-medaljen for tjeneste i det tidligere Jugoslavien.